# 東京物理学校
| 東京物理学校 （物理学校） | 東京物理学校 （物理学校）          |
| ------------------------- | ---------------------------------- |
| 創立                      | 1881年6月13日 （東京物理学講習所） |
| 所在地                    | 東京府麹町区                       |
| 初代校長                  | 寺尾寿                             |
| 廃止                      | 1951年3月31日                      |
| 後身校                    | 東京理科大学                       |
| 同窓会                    | 東京物理学校同窓会 （現・理窓会）  |

東京物理学校（とうきょうぶつりがっこう）は、1881年に東京府に設立された、私立の物理学校（旧制専門学校）である。略称は「物理学校」。

## 概要
- 現在の東京理科大学の前身である[1]。1881年（明治14年）9月、寺尾寿ら東京大学理学部物理学科の初期の卒業生などにより私塾の「東京物理学講習所」として設立され、のち東京物理学校に改称、1917年以降は旧制専門学校に昇格した。

- 私立では唯一の理科専門学校であり、1940年時点では数学部・理化学部・応用理化学部よりなる「本科」と「高等師範科」「特科」「別科」の4科より構成され、夜学を中心とする学校であった。

- 「入りやすく出にくい」、すなわち入学は容易（無試験）であるが卒業・進級は厳しいという評判があり、卒業生には教職に就く者が多く特に数学・理科教員として中等教育界に重要な位置を占めた。

- 夏目漱石の小説『坊つちやん』の主人公である数学教師も物理学校出身という設定になっている。東京理科大学では、「坊っちゃん講座[2]」「坊っちゃん科学賞[3]」といった科学教育の場を設けている。

## 沿革
東京大学理学部仏語物理学科の初期の出身者（第3回までの卒業生及び中退者）21名は、同学科が3回の卒業限りで廃止されるのをきっかけに、物理学普及のための活動を行うことを決め、学校設立に踏み切った。こうして1881年6月13日私立夜学校「東京物理学講習所」の設立広告が出され（現在この日付が「東京理科大学創立記念日」となっている）、同年9月11日に開校、設立者21名の中で最年長の櫻井房記が初代所長となった。当時の日本において自然科学の教育を施した教育機関は東大と物理学講習所のみであった。21名の設立者はいずれも公務に就いていた者ばかりであり、余暇を使って無給で講義を行った。また授業は小学校校舎を借りて行われ、実験道具は授業のたびごとに東大から借り出して講義が終わるとその都度返却するなど苦労は多く、そのうえ生徒もなかなか集まらなかったため経営難に苦しんだ。
開学3年目になる1883年9月には「東京物理学校」と改称して初代校長にはフランス留学から帰国した寺尾寿が就任した。さらに1885年設立者のうち16名により「東京物理学校維持同盟」が結成され、同盟者の共同出資で学校運営に充当する体制が確立された（「東京物理学会維持同盟規則」では同盟者の休講に際して罰金の支払いが義務づけられている）。これにより学校運営はようやく軌道に乗り、また東京職工学校（東京工業大学の前身）受験を目指す学生が準備のために物理学校に入学するようになり学生数も増加していった。
専門学校令発布（1903年）に際し物理学校は旧制専門学校に昇格できず単なる「各種学校」の地位に甘んじたが、卒業者に対しては、中等教員検定試験の受験資格（1909年）、東北帝国大学理科への入学（1911年）などいくつかの特例が許され、特に中等学校の数学科・理科教員を輩出する学校として知られるようになった。1906年発表の夏目漱石の小説『坊つちやん』で、主人公が物理学校卒業という設定になっているのは、漱石自身が設立者（維持同盟員）である櫻井房記・中村恭平と親交が深かったほかに、当時の一般的イメージとして物理学校出身教員が高い評判を得ていたことも関係していると考えられている。
その後、1914年（大正3年）に起こった早稲田大学への経営譲渡をめぐる紛争の結果、翌1915年5月26日には「財団法人東京物理学校」が発足し維持同盟に代わって学校運営にあたることとなった。これにより、物理学校は1917年3月27日、長年の念願であった（専門学校令準拠の）専門学校への昇格を果たすことができた。
物理学校は東大理学部出身者によって設立されたという事情から、東京帝国大学との結びつきが強く、卒業式には東大の総長・理科大学長クラスの教授が来賓として出席することが多かった。また初期の教員（すなわち設立者・維持同盟員）の多くは、東大教授ともに東京天文台長を兼任していた寺尾寿など、日本の物理学会の草創期を築いた人々でもあった。彼らは1883年「物理学訳語会」を結成し日本最初の物理学用語集である『物理学術語和英仏独対訳字書』を編纂、今日でも使用される物理学用語の多くが作られた。

### 年表
- 1881年6月13日 - 『郵便報知新聞』に設立広告を出し東京物理学講習所として設立。設立当初は物理学・数理学（数学）を講じた
- 1881年9月11日 - 東京物理学講習所の開校。開校時の学生は20名
- 1883年9月 - 東京物理学校と改称
- 1883年9月? - 第1回卒業式
- 1885年9月 - 学則を改正。修業年限を2年とし講義科目に化学を追加
- 1887年12月 - 学則を改正し2回以上連続して落第する学生を退学とする
- 1888年7月 - 修業年限1年の特別科を設置（東京職工学校への進学課程）
- 1889年6月 - 『東京物理学校同窓会雑誌』創刊。同窓会誌と研究紀要誌を兼ねた
- 1891年12月 - 『東京物理学校雑誌』創刊。紀要誌
- 1891年 - 学則を改正し修業年限2年半の5学期制とする
- 1891年9月 - 修業年限1年の度量衡科を新設。新「度量衡法」の講習
- 1906年9月29日 - 創立25周年記念式典挙行
- 1909年5月 - 文部省令により卒業者は中等教員検定試験の受験資格を与えられる
- 1911年7月 - 卒業者に対し東北帝国大学理科への入学特例が許される。正科への入学は外国語試験のみの受験、専科への入学は無試験とされた
- 1916年 - 本科・別科に加え予科・高等師範科を設置
- 1916年7月 - 卒業者の小倉金之助に博士号授与。私学出身の理学博士としては日本初
- 1917年3月26日 - 文部省より専門学校令準拠の専門学校として認可
- 1920年 - この年からしばらく卒業式の中止（卒業者僅少のため）。またこの年以降の高等師範科卒業生は無試験で中等学校教員検定合格扱いとなる
- 1923年 - この年度より昼夜二部制をとる
- 1923年8月 - 寺尾寿（初代校長）死去。蔵書は「寺尾文庫」として寄贈され図書館の前身となる
- 1927年6月 - 『同窓会会報』の発刊（現在の『理窓』の前身）
- 1929年3月 - 卒業式再開
- 1930年10月17日 - 創立50周年記念式典挙行
- 1935年1月 - 応用理化学部の設置認可
- 1939年 - この年より軍事教練を正科として実施
- 1944年3月 - 『東京物理学校雑誌』通巻628号をもって終刊
- 1944年 - 文部省の指示により無試験入学制度を廃止
- 1949年2月21日 - 東京理科大学の設置が認可される
- 1951年3月10日 - 東京物理学校最後の（第100回）卒業式
- 1951年3月31日 - 東京物理学校廃止

## 歴代校長
- 第1代：寺尾寿（1883年9月 - 1896年2月）
- 第2代：中村精男（1896年2月 - 1930年1月死去）
- 第3代：中村恭平（1930年1月 - 1934年1月死去）
- 第4代：大河内正敏（1934年3月 - 1945年12月）
- 第5代：平川仲五郎（1945年12月 - 1949年4月）
- 第6代：本多光太郎（1949年4月 - 1951年3月）

新制東京理科大学初代学長と兼任。

## 校地の変遷と継承

### 開校から小川町校舎時代まで

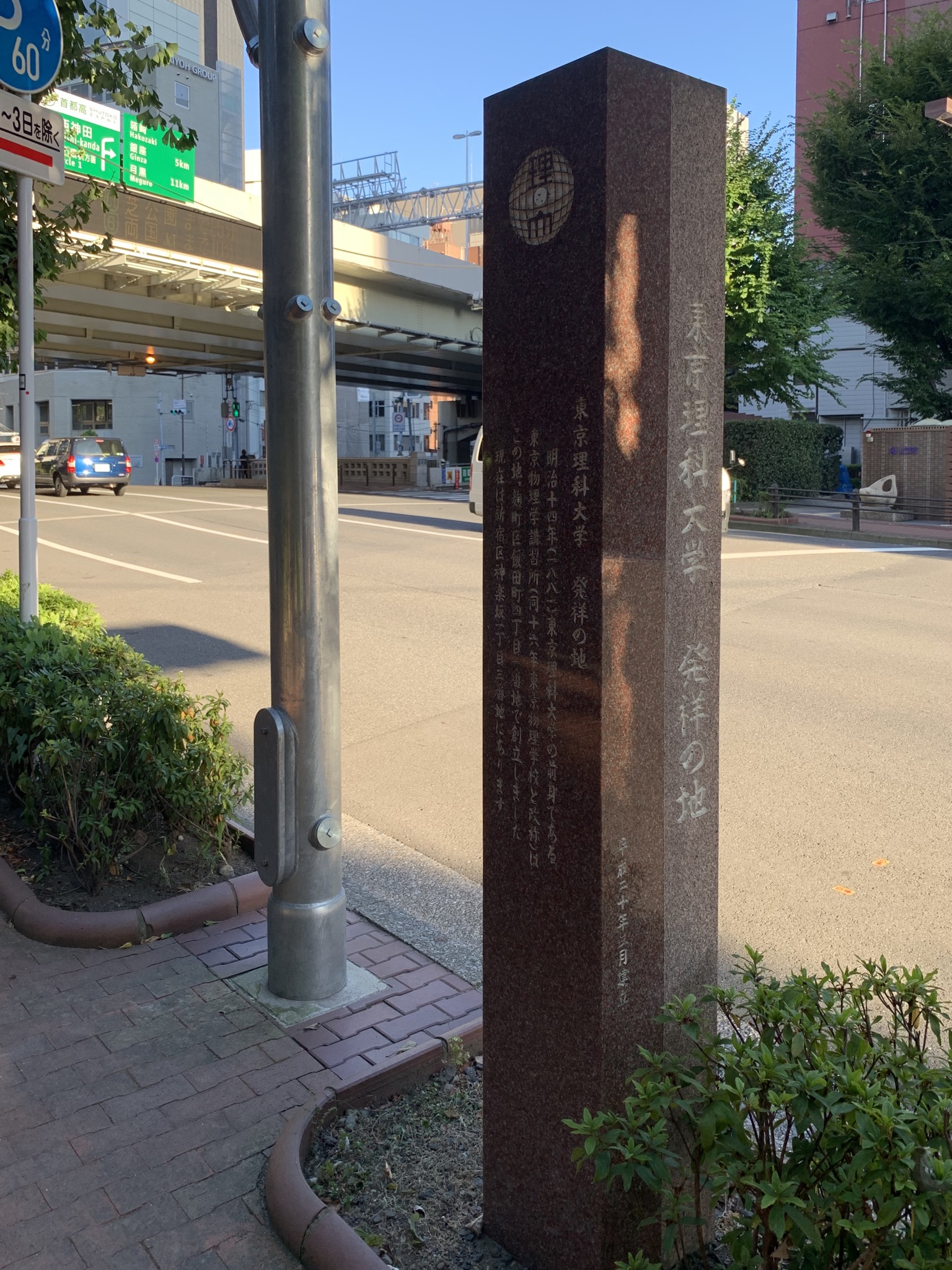
東京都千代田区飯田橋にある「東京理科大学発祥の地」の碑

1881年9月の開校（東京物理学講習所として）時の校地は、東京府麹町区飯田町四丁目1番地の私立稚松（わかまつ）小学校であり、そこを間借りする形で授業が行われた（現在、この地には「東京理科大学発祥の地」の碑が建立されている）。その後1886年まで校地は目まぐるしい移転を重ねた。すなわち神田区錦町一丁目の大蔵省官吏簿記講習所（1881年末 - 1882年）、本郷区元町二丁目の進文学舎（1882年）を経て1882年11月、神田区今川小路三丁目9番地（現在の神田神保町三丁目）に念願の校舎を取得した（この際教員一同が土地所有者となった）。しかし1884年9月15日に台風でこの校舎が倒壊したため共立統計学校（九段下牛ケ淵）の校舎で授業を再開した。その後指導科目に化学を追加したが、実験時に火災の危険があるとして退去を迫られ、1886年9月には神田区駿河台淡路町の成立学舎への移転をよぎなくされた。
1886年11月、神田小川町1番地（現在の千代田区神田小川町二丁目）の東京仏学校校舎へ移転した。これは東京法学校（現・法政大学）が所有するレンガ造りの旧勧工場（内国勧業博覧会を日常化した百貨商品販売所）の建物で、これを仏学会が賃借し、さらに仏学会から本校が夜間のみ賃借する転貸借によって、昼間は東京仏学校が、夜間は本校が使用していたが、1888年12月、この校舎を維持同盟からの拠出金2,200円で購入した。こうして物理学校はようやく今しばらくの安住の地を得ることになった。

### 神楽坂校舎時代
1906年7月、物理学校は神楽坂二丁目24番地に木造新校舎を竣工し移転した（現在の東京理科大学近代科学資料館（後出）はこの時の校舎を復元し1991年に建立されたものである / 画像参照）。この校舎はその後の関東大震災に際して大きな被害はなく、1937年10月、鉄筋校舎（現在の東京理大旧1号館校舎）を新築した。8年後（1945年5月）の山の手を中心とした東京大空襲でも、周囲の家屋が多く被災したにもかかわらずこの鉄筋校舎はほとんど無傷で、1,970名もの罹災者の収容先になった。
本部校舎以外には、1942年に大学設置を目指した学園が、大学予科校地として府下北多摩郡府中町字国分寺前（現在の国分寺市）の約6万m2の敷地を購入、さらに翌1943年には八王子西中野町の織物工場と土地（約700坪）を購入した。しかし、これらの土地は後に農業理科学科の校舎及び学生寮などの用地として使用されることになった。戦後の1946年になって八王子郊外に農業理科学科の校地として土地（約80,900坪）を取得したが、この校地は1948年、自作農創設特別措置法に基づき強制買収された。
東京物理学校は、1949年に東京理科大学が新設されるに際し、神楽坂校舎でしばらく共存する。その後、1951年に東京物理学校は最後の卒業生を送り出し廃止され、神楽坂校舎は東京理科大学の神楽坂（本部）キャンパスとして継承された。また国分寺校地は1950年農業理科学科が廃止されたのちグラウンドとして使用されたが、1958年工場用地として東芝に売却された（この売却益が現在の東京理大・野田キャンパスの購入にあてられた）。

## 記念施設
神楽坂キャンパスに所在する東京理科大学近代科学資料館は、物理学校以来の東京理大所蔵資料の展示施設であるが、「物理学校記念コーナー」が設けられており、木製の多面体模型など当時の教材が展示されている。